# Hypoestes phyllostachya
Hypoestes phyllostachya là một loài thực vật có hoa trong họ Ô rô. Loài này được Baker mô tả khoa học đầu tiên năm 1887.

## Hình ảnh

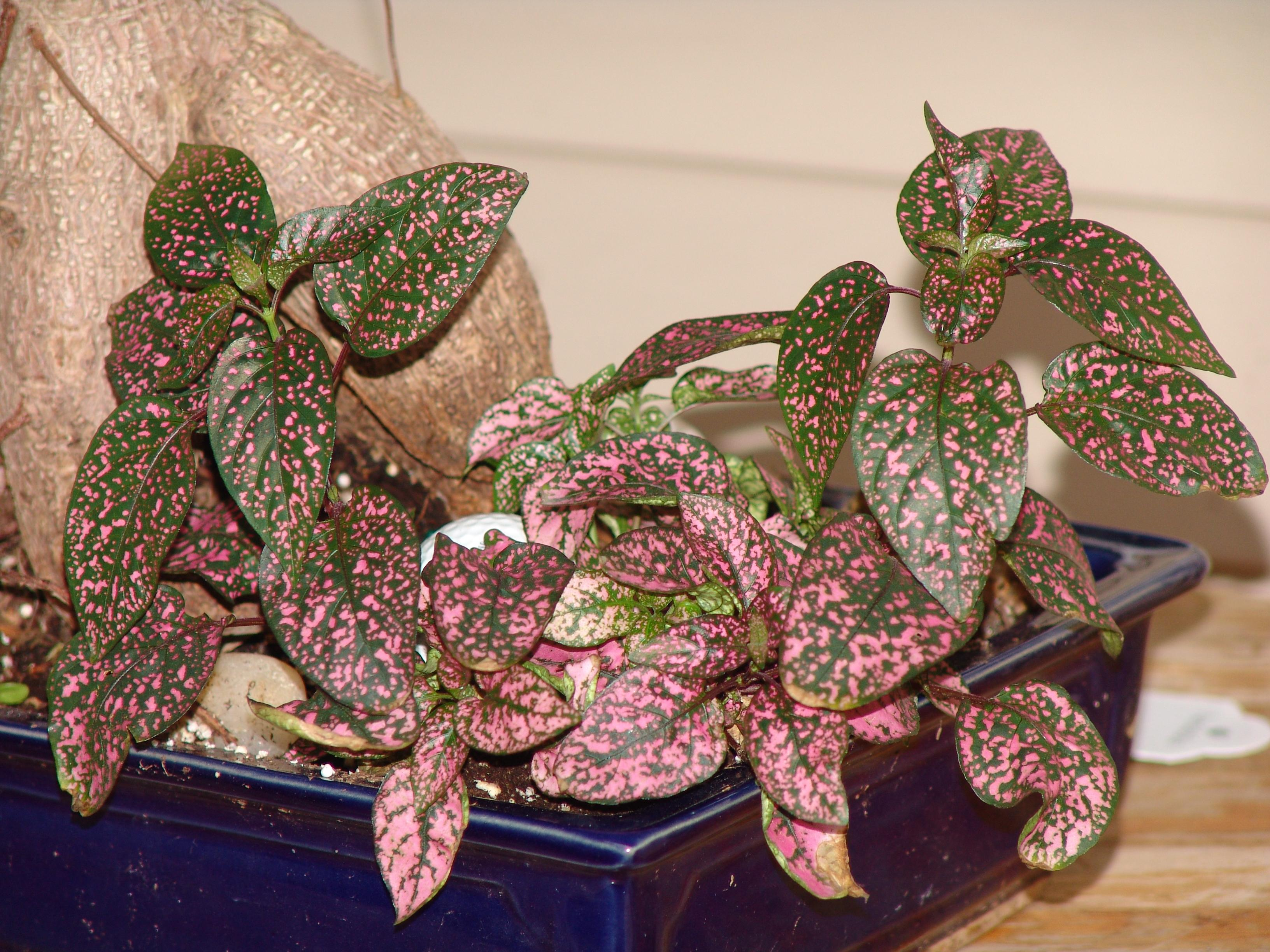
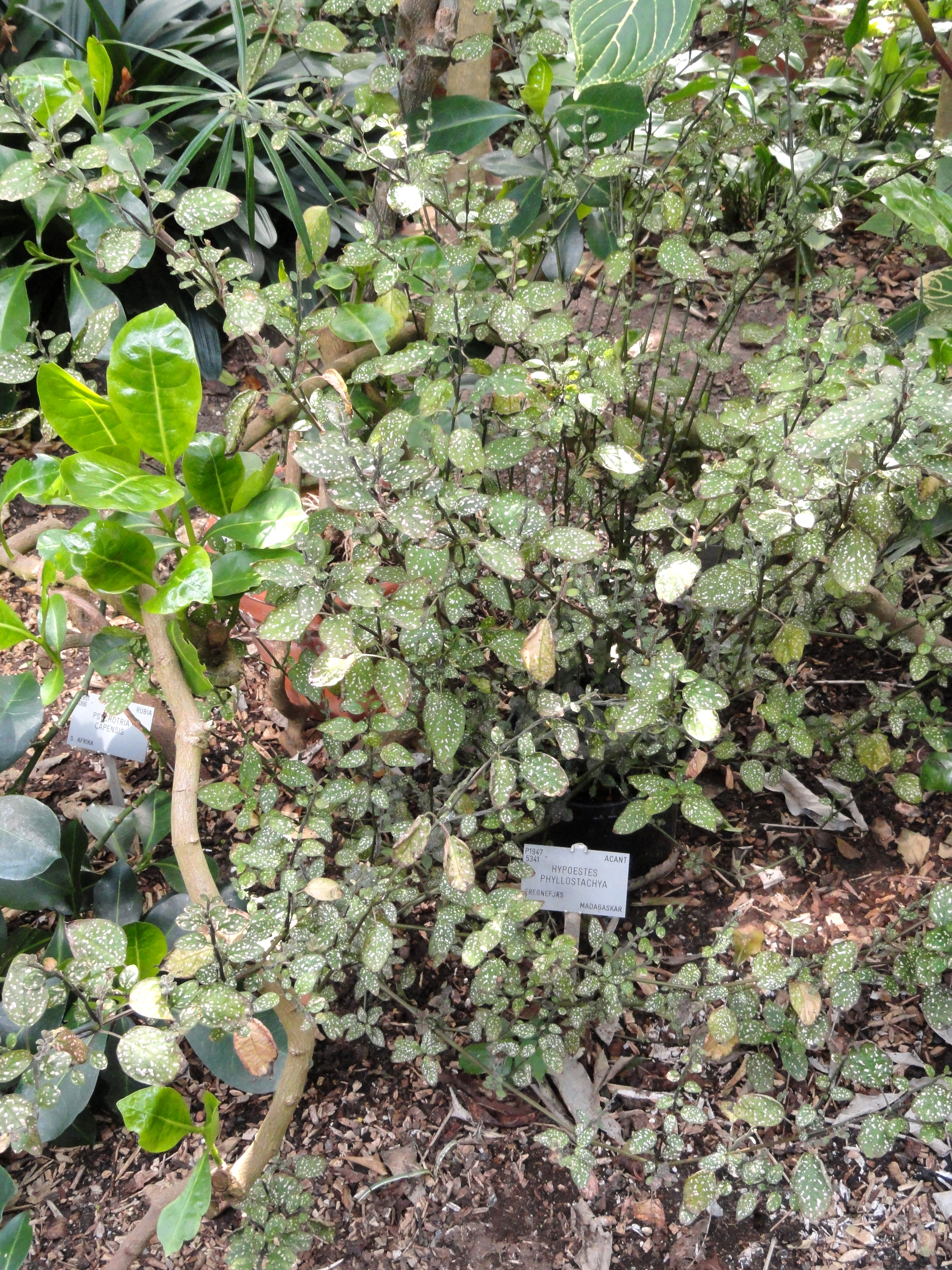
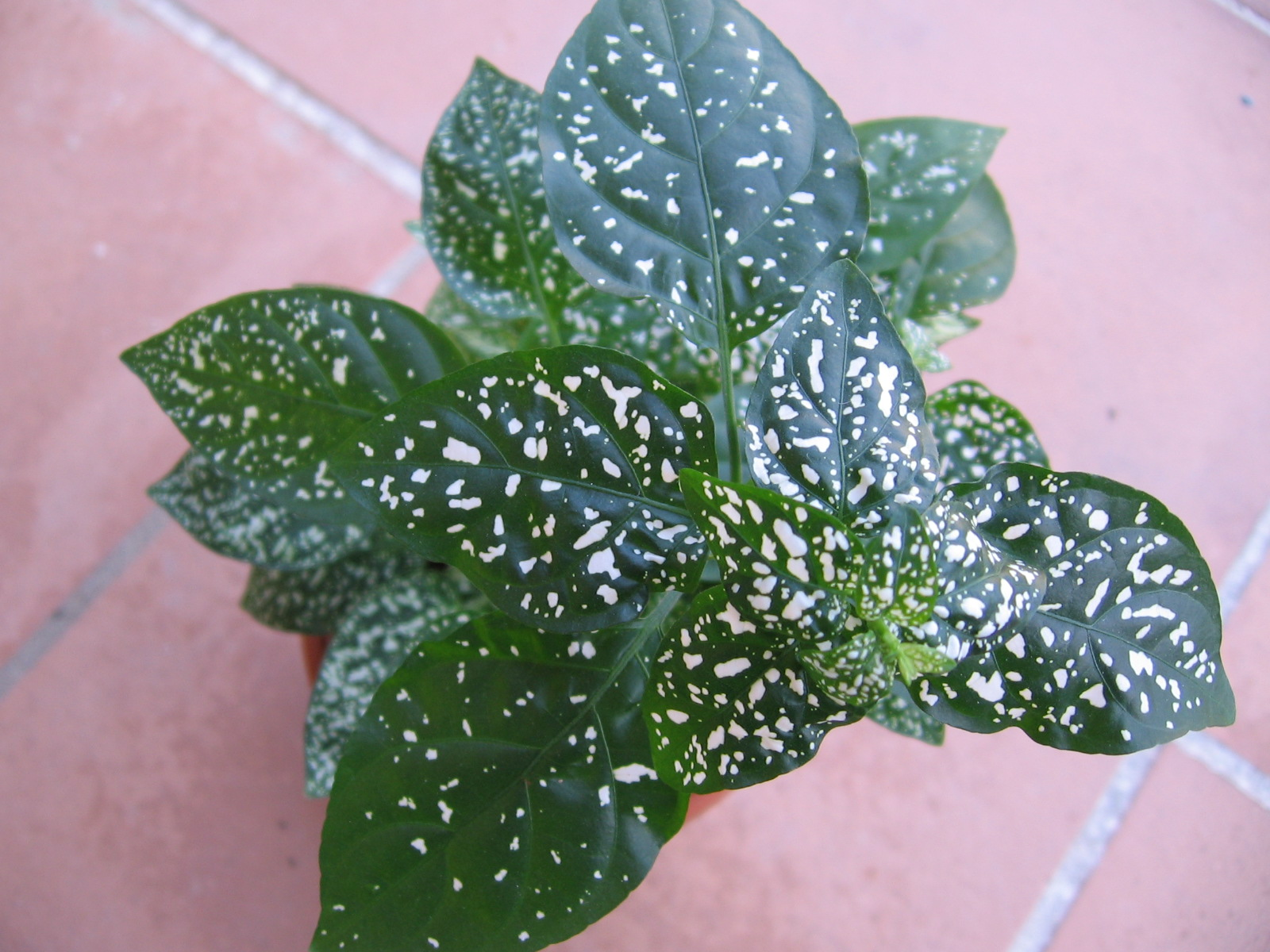
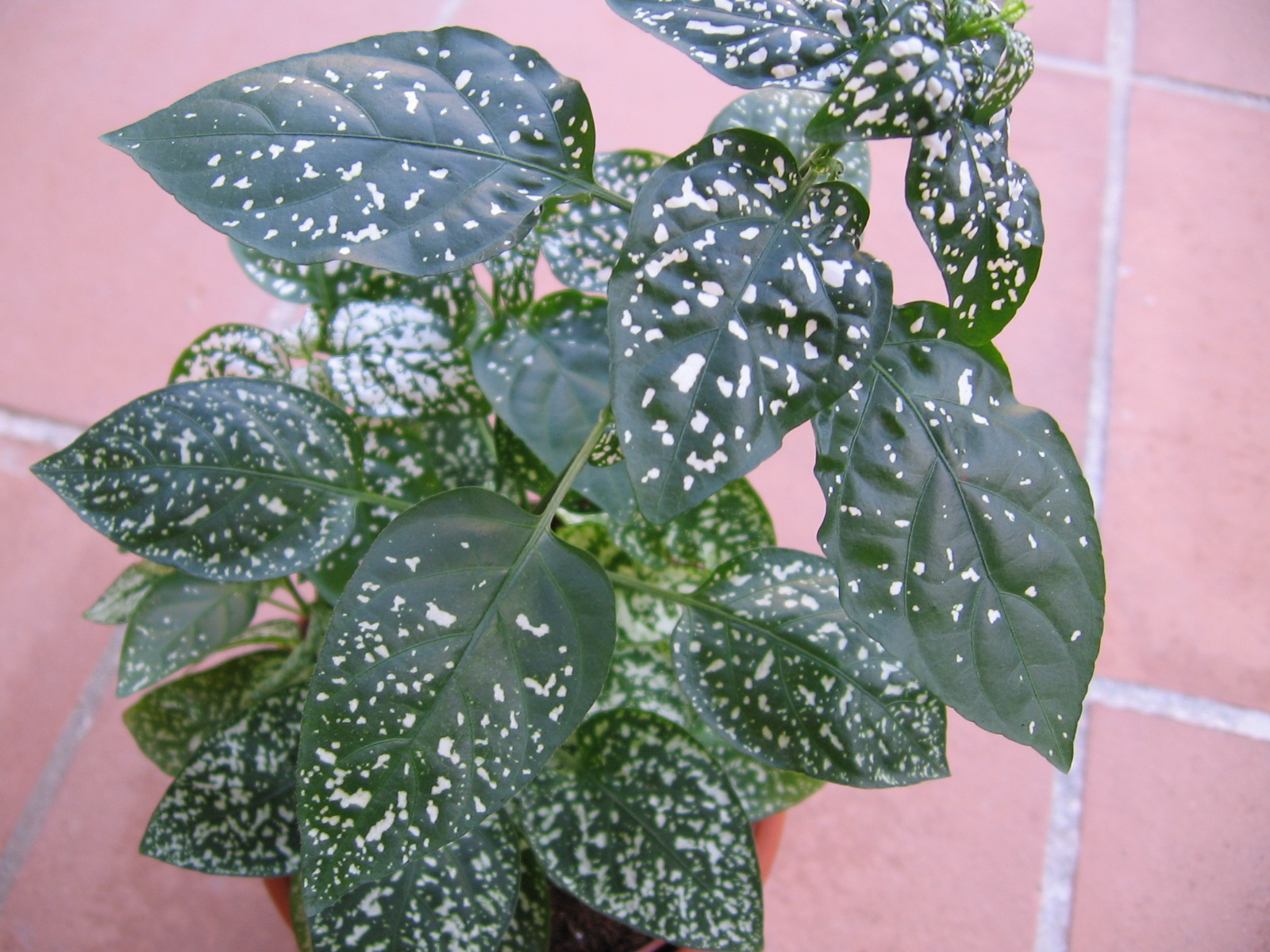